# Kalininski (przystanek kolejowy)
Kalininski (biał. Калінінскі; ros. Калининский) – przystanek kolejowy w pobliżu miejscowości Kalinina, w rejonie budzkim, w obwodzie homelskim, na Białorusi. Położony jest na linii Homel - Żłobin - Mińsk.